# José María Morelos (gmina)

Położenie gminy José María Morelos na mapie stanu Quintana Roo

José María Morelos – gmina w środkowo-zachodniej części meksykańskiego stanu Quintana Roo, położona w połowie półwyspu Jukatan, w połowie odległości od wybrzeża Morza Karaibskiego i Zatoki Meksykańskiej. Jest jedną z 10 gmin w tym stanie. Siedzibą władz gminy jest miasto José María Morelos. Nazwa gminy została nadana na cześć księdza, XIX wiecznego przywódcy niepodległościowego Meksyku José María Morelos y Pavón.
Ludność gminy Benito Juárez w 2005 roku liczyła 32 746 mieszkańców, co czyni ją jedną z najmniej liczebnych gmin w stanie Quintana Roo.

## Geografia gminy

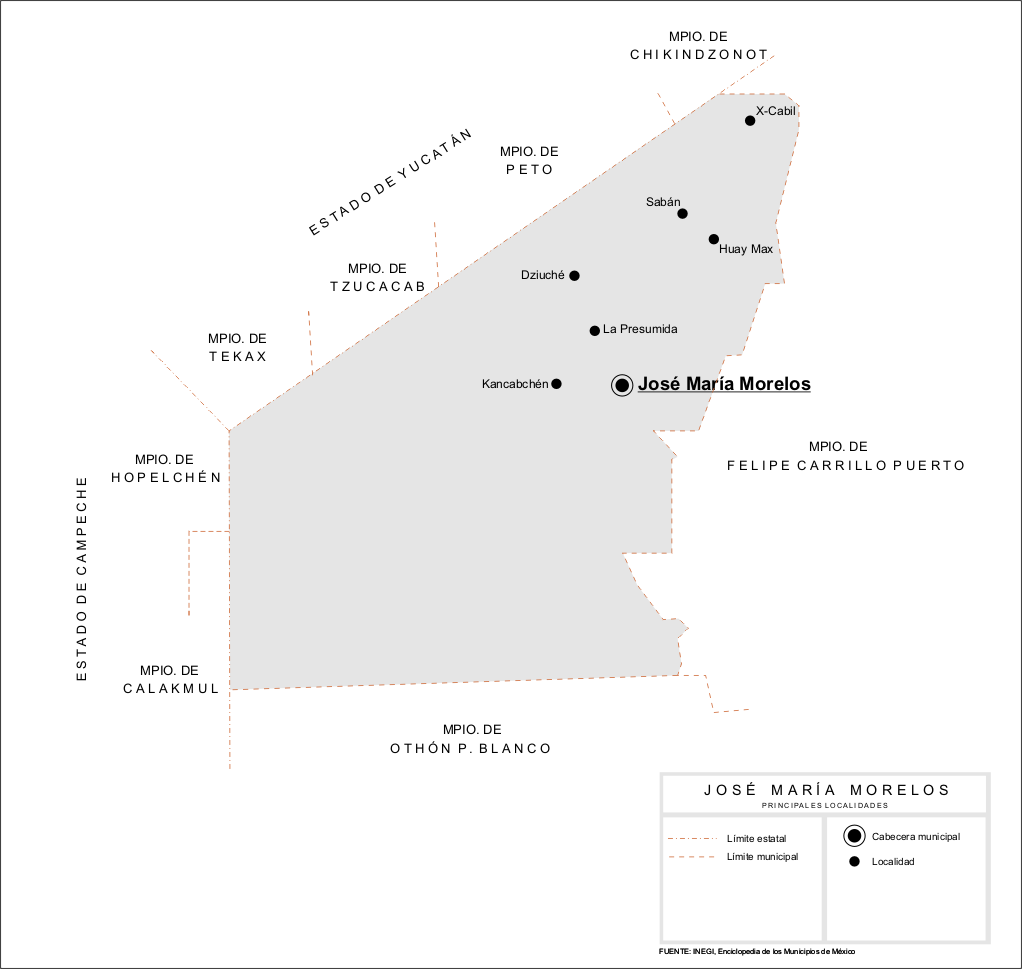
Plan gminy José María Morelos

Powierzchnia gminy wynosi 6 739 km² zajmując ponad 13,2% powierzchni stanu, co czyni ją trzecią pod względem powierzchni gminą w stanie Quintana Roo. Obszar gminy jest równinny a położenie w odległości około 150 km od wybrzeża Morza Karaibskiego i około 200 km od wybrzeża Zatoki Meksykańskiej sprawia, że powierzchnia jest wyniesiona ponad poziom morza o 50–100 m. Jest to jedyna gmina w tym stanie pozbawiona dostępu do morza. Teren w dużej części pokryty jest lasami, które mają charakter lasów deszczowych. Klimat jest ciepły ze średnią roczną temperaturą wynoszącą 25,9 °C. Większość wiatrów wieje z kierunku wschodniego znad Morza Karaibskiego przynosząc dużą ilość gwałtownych opadów (głównie w lecie) czyniąc klimat wilgotnym opadami na poziomie 1,268 mm rocznie.